# Medetera afra
Medetera afra är en tvåvingeart som beskrevs av Charles Howard Curran 1927. Medetera afra ingår i släktet Medetera och familjen styltflugor.
Artens utbredningsområde är Kenya. Inga underarter finns listade i Catalogue of Life.